# Гульєльмо Вікаріо
Гульєльмо Вікаріо (італ. Guglielmo Vicario, нар. 7 жовтня 1996, Удіне) — італійський футболіст, воротар англійського клубу «Тоттенгем Готспур».
Виступав, зокрема, за клуб «Венеція».

## Ігрова кар'єра
Народився 7 жовтня 1996 року в Удіне. У дорослому футболі дебютував 2014 року виступами на рівні Серії D за команду «Фонтанафредда», у якій провів один сезон, взявши участь у 30 матчах чемпіонату. 
2015 року перейшов до іншої команди четвертого дивізіону, «Венеції». За два сезони команда здобула два поспіль підвищення в класі, тож у сезоні 2017/18 Вікаріо дебютував вже на рівні другого італійського дивізіону, а наступного сезону вже був основним воротарем і на цьому рівні.
Сезон 2019/20 провів у складі «Перуджі», також на рівні Серії B, після чого перейшов до «Кальярі», за який дебютував в іграх елітної Серії A, хоча й у статусі резервного голкіпера.
Протягом 2021–2023 років грав за «Емполі» і вже був стабільним основним воротарем цієї вищолігової команди.
27 червня 2023 року за 20 мільйонів євро перейшов до англійського «Тоттенгем Готспур», з яким уклав п'ятирічний контракт. 

## Статистика виступів

### Статистика клубних виступів
Станом на 13 серпня 2023
| Сезон               | Команда             | Чемпіонат           | Чемпіонат | Чемпіонат | Національний кубок | Національний кубок | Національний кубок | Континентальні кубки | Континентальні кубки | Континентальні кубки | Інші змагання | Інші змагання | Інші змагання | Усього | Усього |
| Сезон               | Команда             | Ліга                | Ігор      | Голів     | Ліга               | Ігор               | Голів              | Ліга                 | Ігор                 | Голів                | Ліга          | Ігор          | Голів         | Ігор   | Голів  |
| ------------------- | ------------------- | ------------------- | --------- | --------- | ------------------ | ------------------ | ------------------ | -------------------- | -------------------- | -------------------- | ------------- | ------------- | ------------- | ------ | ------ |
| 2014–15             | «Фонтанафредда»     | D                   | 30        | -46       | КІ-D               | -                  | -                  | -                    | -                    | -                    | -             | -             | -             | 30     | -46    |
| 2015–16             | «Венеція»           | D                   | 36+2      | -25 + -9  | КІ-D               | 0                  | 0                  | -                    | -                    | -                    | -             | -             | -             | 38     | -34    |
| 2016–17             | «Венеція»           | ЛП                  | 2         | -1        | КІ-ЛП              | 7                  | -6                 | -                    | -                    | -                    | СК-ЛП         | 1             | -4            | 10     | -11    |
| 2017–18             | «Венеція»           | B                   | 7         | -5        | КІ                 | 0                  | 0                  | -                    | -                    | -                    | -             | -             | -             | 7      | -5     |
| 2018–19             | «Венеція»           | B                   | 32+2      | -40 + -2  | КІ                 | 0                  | 0                  | -                    | -                    | -                    | -             | -             | -             | 34     | -42    |
| Усього за «Венецію» | Усього за «Венецію» | Усього за «Венецію» | 77+4      | -71 + -11 |                    | 7                  | -6                 |                      | -                    | -                    |               | 1             | -4            | 89     | -92    |
| 2019–20             | «Перуджа»           | B                   | 35+2      | -45 + -3  | КІ                 | 2                  | -1                 | -                    | -                    | -                    | -             | -             | -             | 39     | -49    |
| 2020–21             | «Кальярі»           | A                   | 4         | -6        | КІ                 | 3                  | -4                 | -                    | -                    | -                    | -             | -             | -             | 7      | -10    |
| 2021–22             | «Емполі»            | A                   | 38        | -70       | КІ                 | 1                  | -2                 | -                    | -                    | -                    | -             | -             | -             | 39     | -72    |
| 2022–23             | «Емполі»            | A                   | 31        | -39       | КІ                 | 1                  | -2                 | -                    | -                    | -                    | -             | -             | -             | 32     | -41    |
| Усього за «Емполі»  | Усього за «Емполі»  | Усього за «Емполі»  | 69        | -109      |                    | 2                  | -4                 |                      | -                    | -                    |               |               |               | 71     | -113   |
| 2023–24             | «Тоттенгем Готспур» | ПЛ                  | 1         | -2        | КА+КЛ              | 0                  | 0                  | -                    | -                    | -                    | -             | -             | -             | 1      | -2     |
| Усього за кар'єру   | Усього за кар'єру   | Усього за кар'єру   | 222       | -293      |                    | 14                 | -15                |                      | -                    | -                    |               | 1             | -4            | 237    | -312   |

## Досягнення
- Переможець Ліги Європи УЄФА: 2024–25